# Церква Перенесення мощей святого Миколая (Сапогів)
Церква Перенесення мощей святого Миколая в Сапогові — парафія і храм греко-католицької громади Борщівського деканату Бучацької єпархії Української греко-католицької церкви в селі Сапогів Чортківського району Тернопільської области.

## Історія церкви
У селі Сапогів є старовинний дерев'яний храм святого Миколая (1777), збудований за служіння о. Романа Кунсевича. До 1946 року парафія належала УГКЦ. У 1991 році громада розділилася на греко-католиків і православних (УАПЦ, що згодом перейшли до ПЦУ). Храм, який є пам'яткою архітектури, залишився за православною громадою.
Греко-католики, залишившись без храму, спочатку проводили богослужіння біля хреста. Згодом місцевий колгосп передав громаді будинок біля школи, який облаштували під капличку. Під час служіння о. Володимира Капусти на місці цієї каплиці почали будувати нову церкву. У липні 2011 року, з благословення Апостольського Адміністратора Бучацької єпархії Димитрія Григорака, було закладено наріжний камінь.
Новий храм збудували за кошти місцевої громади, а також за пожертви релігійних громад Борщівського та Мельнице-Подільського деканатів. Значну фінансову допомогу надали правлячий архієрей Бучацької єпархії Димитрій Григорак та деякі жителі села Сапогів, які належать до православної громади. Церква є дочірньою до матірної церкви Різдва Пресвятої Богородиці парафії села Вовківці.
Освячення храму і престолу відбулося 25 травня 2014 року за участі владики Бучацької єпархії Димитрія Григорака. Під час Святої Літургії відбулися ієрейські свячення, і вперше було встановлено мощі святого отця Миколая.
При парафії діють братство, сестринство, Вівтарна дружина та братство «Великої Обітниці».

## Парохи
- о. Микола Жук (1991—1993),
- о. Ігор Рокочий (1993—2004),
- о. Микола Бугера (2004—2009),
- о. Володимир Капуста (з березня 2009).